# 日露戦争勝利の秘史 敵中横断三百里
『日露戦争勝利の秘史 敵中横断三百里』（にちろせんそうしょうりのひし てきちゅうおうだんさんびゃくり）は、1957年公開の日本の戦争映画。山中峯太郎の『敵中横断三百里』が原作。日露戦争においてロシア軍の動きを探る斥候隊を描いている。

## 概略
原作は戦前、山中峯太郎が日露戦争での秘話をもとに描いた実録小説で、大日本雄弁会講談社（現在の講談社）の『少年倶楽部』に連載された。血沸き肉踊る展開に子どもたちの熱狂的な人気を得て、単行本が大ベストセラーになった。戦前に黒澤明が映画化を計画し、脚本化していた。戦後、小国英雄と共に脚色したものを、大映で映画化した。
奉天会戦前の帝国陸軍は余力が尽き、ロシアの陸軍との決戦で勝利すること以外に戦争終結の道がなかった。この重大な局面でロシア軍の情報を得ようと斥候隊が編成され、敵地に送られた。

## キャスト
- 建川斥候隊長：菅原謙二
- 豊吉斥候隊員：北原義郎
- 大竹斥候隊員：髙松英郎
- 野田斥候隊員：浜口喜博
- 神田斥候隊員：原田絃
- 沼田斥候隊員：石井竜一
- 橋口特務機関長：根上淳
- 村上守備隊長：品川隆二
- 沢木副官：川崎敬三
- 聯隊副官：船越英二
- 大山総司令官：柳永二郎（松竹）
- 児玉総参謀長：中村伸郎
- 田中参謀：伊澤一郎
- 松川参謀：伊東光一
- 土井参謀：髙村栄一
- 平佐聯隊長：南部彰三
- 桂総理大臣：荒木忍
- 小村外務大臣：伊達三郎
- 寺内陸軍大臣：宮島城之
- 山県参謀総長：南方伸夫
- 伊集院軍令部次長：遠藤哲平
- 長岡参謀本部次長：見明凡太郎
- 衛兵長：杉田康
- 光岡馬賊隊長：八木澤敏
- 馬車屋の主人：大山健二
- 支那軍の将校：ジョー・オハラ
- 支那人：永井柳太郎
- 電柱の下の支那人：夏木章
- 陳：潮万太郎

## スタッフ
- 製作：永田雅一
- 企画：米田治
- 原作：山中峯太郎（小山書店版）
- 脚本：黒澤明、小國英雄
- 撮影：髙橋通夫
- 録音：渡辺利一
- 照明：伊藤幸夫
- 美術：下河原友雄
- 音楽：鈴木静一
- 特殊撮影：的場徹
- 編集：鈴木東陽
- 助監督：中村倍也
- 製作主任：熊田朝男
- 監督：森一生

### スタッフ（ノンクレジット）
- スチール：薫森良民[要出典]